# Ende einer Dienstfahrt
Ende einer Dienstfahrt (en español, Acto de servicio) es una novela de 1966 de Heinrich Böll.
La novela gira alrededor de la quema de un todoterreno militar por parte de los Gruhl, padre y su hijo, y el argumento utilizado como argumento en la defensa de los protagonistas de que se trata de un happening.
Böll era amigo del artista Joseph Beuys, artista alemán conocido por sus happenings.